# Elecciones a la Asamblea Regional de Murcia
Las elecciones a la Asamblea Regional de Murcia son las elecciones autonómicas en las que los ciudadanos de la Región de Murcia eligen a los miembros de la Asamblea Regional de Murcia. Estas elecciones se celebran el cuarto domingo de mayo cada cuatro años. La Asamblea Regional de Murcia está formada por 45 diputados. Las últimas elecciones a la Asamblea Regional de Murcia se celebraron en 2023.

## Legislación
La legislación para las elecciones a la Asamblea Regional de Murcia está compuesta por la Constitución española de 1978, la Ley Orgánica del Régimen Electoral General (LOREG) de 1985, el Estatuto de Autonomía de la Región de Murcia de 1982 —modificado por última vez en 2013— y la Ley 2/1987, de 24 de febrero, Electoral de la Región de Murcia —modificada por última vez en 2015—.

## Convocatoria
Las elecciones autonómicas son convocadas por el presidente de la Región de Murcia. Se celebran el cuarto domingo de mayo de cada cuatro años, coincidiendo con las elecciones municipales y las elecciones autonómicas de la mayoría de comunidades autónomas de España. Desde la reforma del Estatuto de autonomía de 1998, el presidente de la Región de Murcia puede disolver de forma anticipada la Asamblea y convocar elecciones. No obstante, la nueva Cámara que resulta de la convocatoria electoral tiene un mandato limitado por el término natural de la legislatura original. Así, las elecciones siguientes se siguen celebrando el cuarto domingo de mayo de cada cuatro años. Además, no se puede disolver la Asamblea de forma anticipada durante el primer período de sesiones de la legislatura, ni durante el último año de legislatura, ni durante el primer año desde la última disolución anticipada, ni durante la tramitación de una moción de censura, ni cuando está convocado un proceso electoral estatal. Nunca se han adelantado las elecciones a la Asamblea Regional de Murcia.

## Sistema electoral

### Sistema electoral actual (2019- )

Diputados por circunscripción (2019)

El Estatuto de Autonomía de la Región de Murcia de 1982 establece que los miembros de la Asamblea Regional de Murcia son elegidos mediante sufragio universal, libre, igual, directo y secreto. También establece que la Asamblea debe estar compuesta por un mínimo de cuarenta y cinco diputados y un máximo de cincuenta y cinco. La Ley Electoral de Murcia establece su composición en cuarenta y cinco diputados. Los parlamentarios se eligen mediante escrutinio proporcional plurinominal con listas cerradas en cada circunscripción electoral.
La circunscripción electoral de la Asamblea Regional de Murcia es única y comprende todo el territorio de la Región de Murcia. La asignación de escaños a las listas electorales se realiza mediante el sistema D'Hondt. La barrera electoral es del 3% de los votos válidos de la circunscripción.
Desde la reforma de la LOREG de 2007 en las elecciones autonómicas de todas las comunidades autónomas las candidaturas deben presentar listas electorales con una composición equilibrada de hombres y mujeres, de forma que cada sexo suponga al menos el 40% de la lista. Esta reforma fue recurrida por el Grupo Parlamentario Popular del Congreso de los Diputados ante el Tribunal Constitucional, que en 2008 concluyó que la reforma sí era constitucional.

### Sistema electoral anterior (1987-2015)
Hasta las elecciones autonómicas de 2015 la Asamblea de la Región de Murcia constaba de 45 diputados que se repartían en cinco circunscripciones electorales inferiores a la provincia, siendo, junto con Asturias, los dos casos en la España peninsular.  Se numeraban del uno al cinco, pero también se conocían por descriptores geográficos. Estas circunscripciones eran la Primera  (de Lorca, 7 diputados), la Segunda (de Cartagena, 11 diputados), la Tercera (de Murcia, 20 diputados), la Cuarta (del Noroeste, 4 diputados) y la Quinta (del Altiplano, 3 diputados). La barrera electoral era del 5% de los votos válidos emitidos en toda la comunidad.
| Mapa    | Número        | Descriptor | Diputados | Municipios Ordenados por población                                                      | Población INE 2015 |
| ------- | ------------- | ---------- | --- | --------------------------------------------------------------------------------------- | ------------------ |
|         | Primera       | de Lorca   | 7 | Lorca, Águilas, Mazarrón, Totana, Alhama de Murcia, Puerto Lumbreras, Librilla y Aledo. | 231.297            |
| Segunda | de Cartagena  | 11         | Cartagena, Torre Pacheco, San Javier, San Pedro del Pinatar, La Unión, Fuente Álamo de Murcia y Los Alcázares.                                                                                                 | 358.485                                                                                 |                    |
| Tercera | de Murcia     | 21         | Murcia, Molina de Segura, Alcantarilla, Cieza, Las Torres de Cotillas, Archena, Santomera, Abarán, Ceutí, Beniel, Fortuna, Alguazas, Lorquí, Blanca, Abanilla, Villanueva del Río Segura, Ricote, Ulea y Ojós. | 748.776                                                                                 |                    |
| Cuarta  | del Noroeste  | 4          | Caravaca de la Cruz, Mula, Cehegín, Bullas, Calasparra, Moratalla, Pliego, Campos del Río y Albudeite. | 96.245                                                                                  |                    |
| Quinta  | del Altiplano | 2          | Yecla y Jumilla. | 59.584                                                                                  |                    |

En julio de 2015 la Asamblea de la Región de Murcia aprobó la reforma del sistema electoral autonómico por unanimidad, con los votos de los impulsores de la misma (PSRM-PSOE, Podemos y Ciudadanos) y los votos del Partido Popular. De esa forma, esa reforma entró en vigor, publicándose por el BORM y el BOE, y es la normativa que rige desde entonces las elecciones autonómicas de la Región.